# Saint-Paul-de-Loubressac
Saint-Paul-de-Loubressac – miejscowość i dawna gmina we Francji, w regionie Oksytania, w departamencie Lot. W 2013 roku jej populacja wynosiła 566 mieszkańców. 
W dniu 1 stycznia 2016 roku z połączenia dwóch ówczesnych gmin – Flaugnac oraz Saint-Paul-de-Loubressac – utworzono nową gminę Saint-Paul-Flaugnac. Siedzibą gminy została miejscowość Flaugnac. 